# Haltichella flavipes
Haltichella flavipes är en stekelart som beskrevs av Schmitz 1946. Haltichella flavipes ingår i släktet Haltichella och familjen bredlårsteklar. Inga underarter finns listade i Catalogue of Life.